# 三滝川

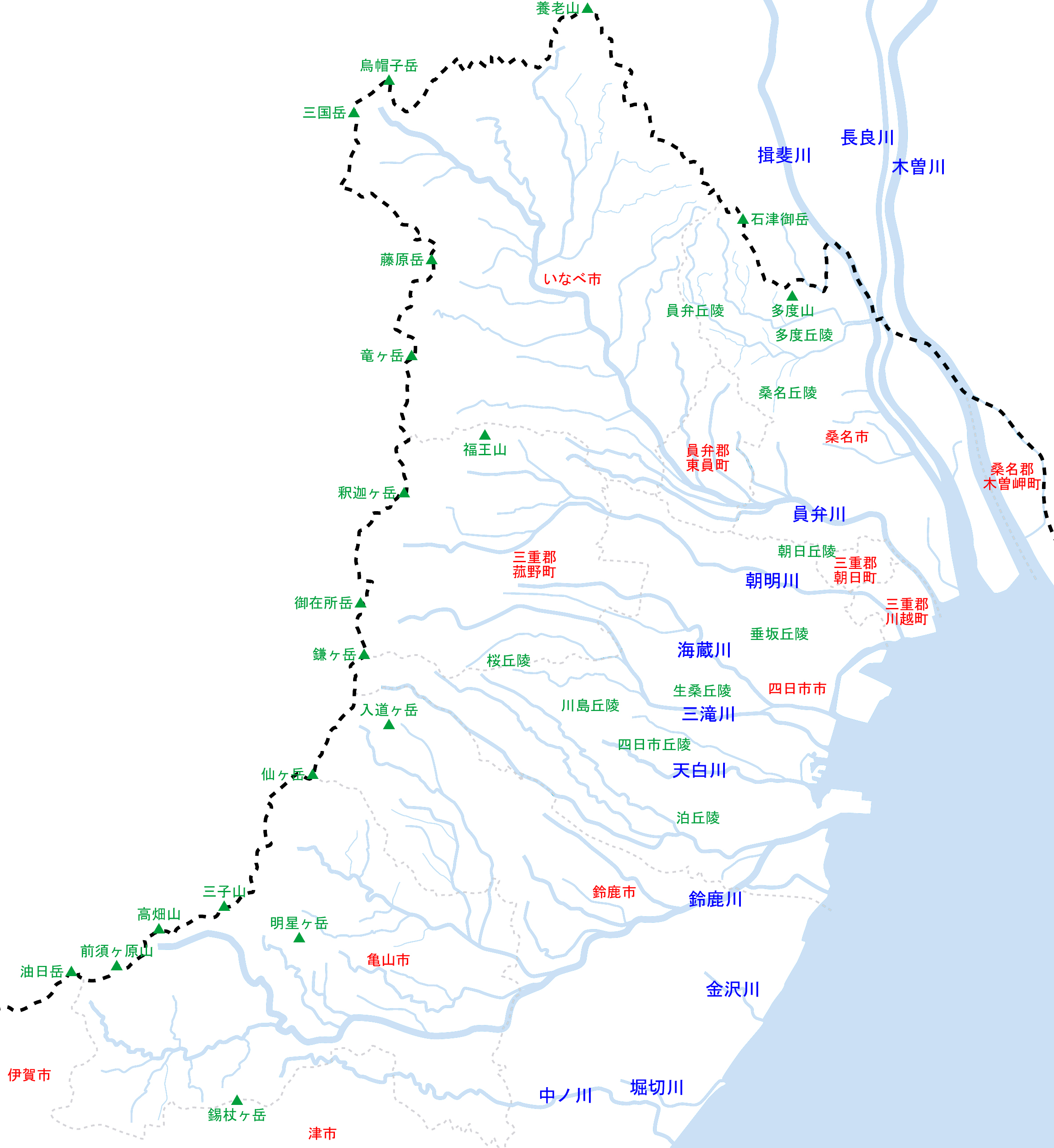
三重県北部を流れる河川の位置関係。濃い破線は県境、薄い破線は市町村境。河川名は木曽川水系以外は水系本川のみ記載。

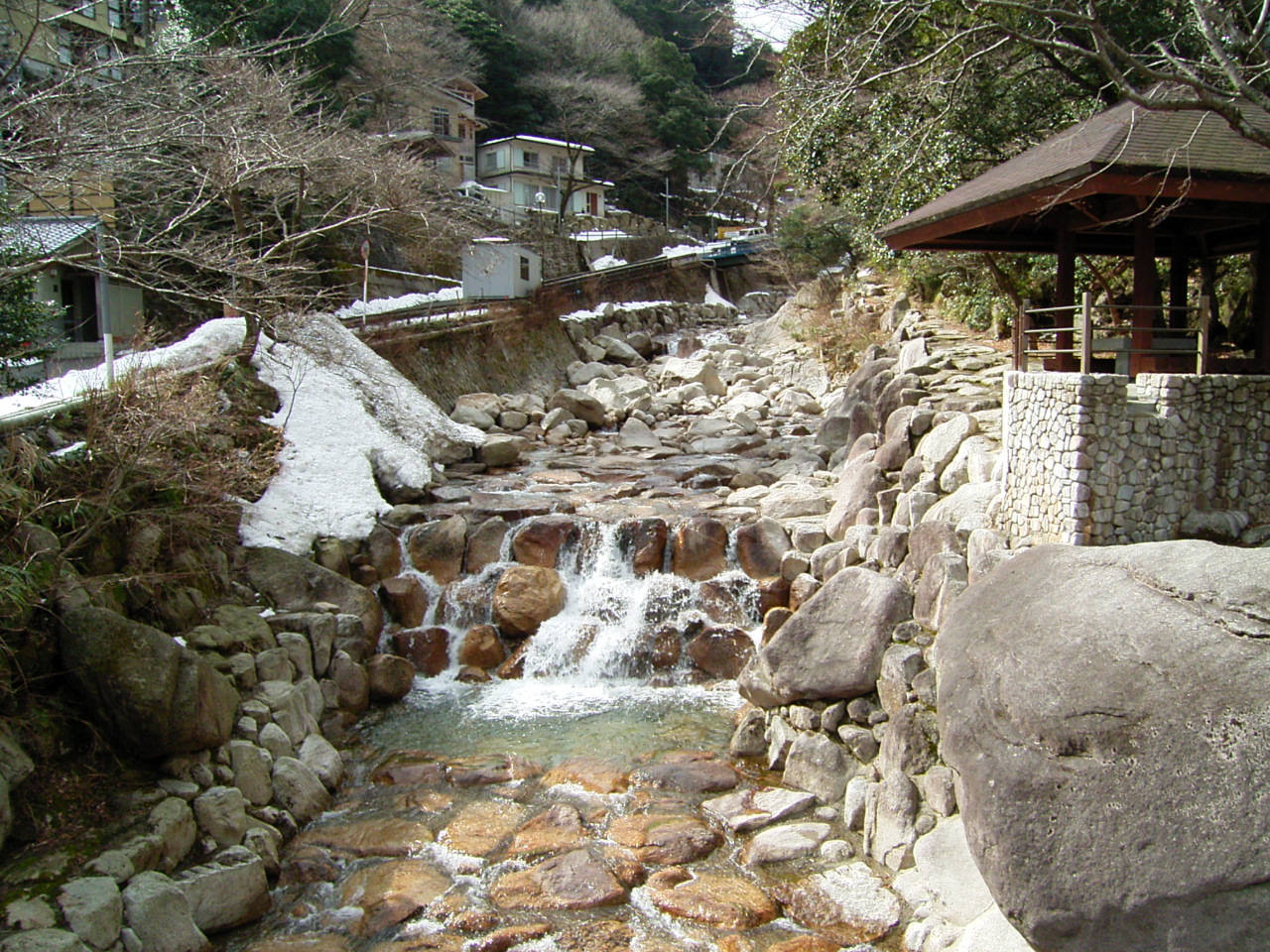
上流部　湯の山温泉にある大石公園

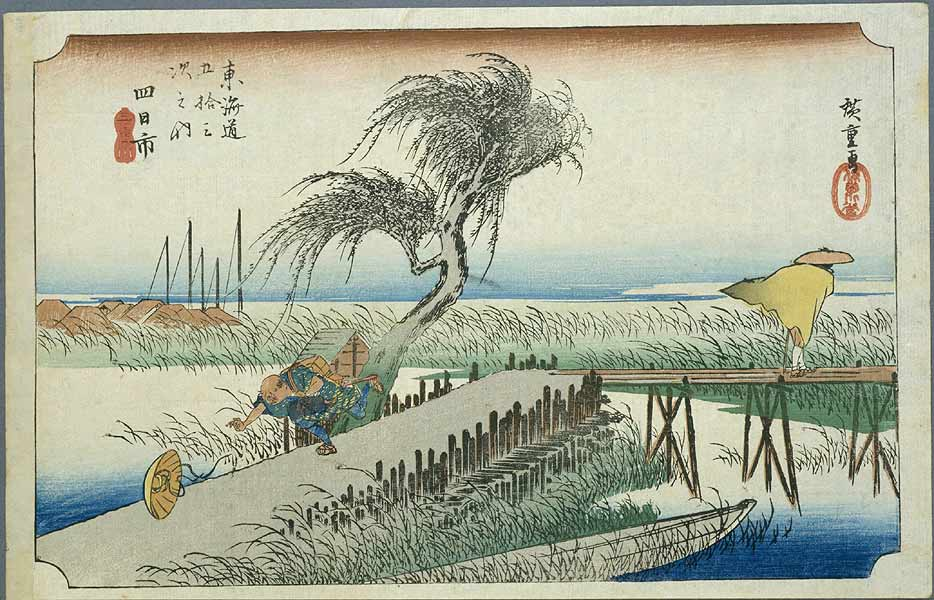
歌川広重

三滝川（みたきがわ）は、三重県北部の三重郡菰野町および四日市市を流れる河川。二級水系の本流である。

## 地理
三重県三重郡菰野町西部の滋賀県との県境付近にある鈴鹿山脈の御在所岳に源を発し、菰野町内で支流の金渓川・矢合川などと合流し、四日市市で伊勢湾に注ぐ。幹線流路延長23.3キロメートル、流域面積62.3平方キロメートル。
流域は四日市市・菰野町の1市1町からなり、上流部は山々に囲まれながらも湯の山温泉の温泉街として古くから栄えた地域であり、下流部は特定重要港湾に指定された四日市港が立地するなど地域の社会・経済の基盤となっている。地質は上流部が花崗岩類、下流部が伊勢平野の低地部に多い砂・礫やシルト層で形成された沖積層からなる。
周辺の地形は、上流部から中流部にかけては茶屋ノ上扇状地・江野扇状地などの扇状地が分布する。中流部から下流部周辺には南側に桜丘陵・川島丘陵、北側に生桑丘陵といった高度300メートル以下の緩やかな丘陵地が分布し、南北を並行して流れる鹿化川（天白川水系）・海蔵川水系との流域を分けている。下流部の洪水被害防止のために、洪水の一部を海蔵川へと流す三滝新川が整備されている。
「三滝」の名前は源流部の「蒼滝」「潜戸の滝」「百間滝」の3つの滝が由来と考えられる。古くは「御岳川」「三岳川」とも表記されたが、天保期（1764-1780年）から「三滝川」と記されるようになった。また、歌川広重による東海道五十三次の四日市宿にも描かれた「三重川」は、現在の三滝川であると考えられている。

## 流域の自治体
三重県
三重郡菰野町、四日市市

## 主な支流
二級河川と準用河川を下流側から順に記載する。
| 河川     | よみ           | 次数    | 種別     | 管理者   | 主な経過地       | 河川延長 （km） | 備考               |
| -------- | -------------- | ------- | -------- | -------- | ---------------- | --------------- | ------------------ |
| 三滝川   | みたきがわ     | 本川    | 二級河川 | 三重県   | 四日市市、菰野町 | 23.255          |                    |
| 三滝新川 | みたきしんせん | 1次支川 | 二級河川 | 三重県   | 四日市市         | 0.7             | 海蔵川に至る放水路 |
| 永代寺川 | えいだいじがわ | 1次支川 | 準用河川 | 四日市市 | 四日市市         |                 |                    |
| 横川     | よこかわ       | 1次支川 | 準用河川 | 四日市市 | 四日市市         |                 |                    |
| 矢合川   | やごうがわ     | 1次支川 | 二級河川 | 三重県   | 菰野町           | 6               |                    |
| 金渓川   | かんだにがわ   | 1次支川 | 二級河川 | 三重県   | 菰野町           | 7.418           |                    |
| 赤川     | あかがわ       | 2次支川 | 二級河川 | 三重県   | 菰野町           | 2.56            |                    |

## 並行する交通
- 近鉄湯の山線
- 国道477号
- 国道365号

## 橋梁
- 大正橋 (国道23号)
- 関西本線橋梁
- 老松橋
- 慈善橋 (三滝通り)
- 三滝橋 (東海道)
- 四日市橋 (国道1号)
- 新明治橋 (歩行者・自転車用)
- 近鉄名古屋線橋梁
- 堀木橋 (西浦通り)
- 野田橋
- 久保田橋 (国道477号)
- 生桑橋
- 新尾平橋 (県道8号)
- 神前橋
- 高角橋
- 新高角大橋 (国道477号)
- 西野橋
- 東名阪自動車道橋梁
- 県橋 (県道753号)
- 黒田橋
- 吉澤橋
- 新吉沢橋 (県道140号(通称ミルクロード))
- 一色橋
- 庄部橋 (巡見街道)
- 菰野大橋 (国道306号)
- 新名神高速道路橋梁
- 湯の山橋 (国道477号)
- 神明橋
- 清気橋 (県道577号)
- 湯の山かもしか大橋
- 蒼滝大橋 (鈴鹿スカイライン)

## 流域の観光地
- 湯の山温泉
- 慈善橋市場(大正11年に開設された市内で最も歴史が古く、かつ規模の大きな定期市)